# Reichstag zu Worms (894)
Der Reichstag zu Worms 894 war eine Reichsversammlung in Worms unter König Arnolf, die im Juni 894 stattfand.

## Themen
Zwei Quellen berichten über die Reichsversammlung, aber zu ganz unterschiedlichen Inhalten:
Nach den Fuldaer Annalen trafen sich Arnolf, König des und Ostfränkischen Reichs, und Karl III., König des Westfränkischen Reichs, in Worms. Karl III. war damals 13 Jahre alt und gegen den regierenden westfränkischen König, Odo, als Gegenkönig aufgestellt. Arnolf sicherte Karl III. seine Unterstützung zu – ein Versprechen, das er aber nur kurz hielt. Schon ein Jahr später, auf dem Reichstag zu Worms 895, schwenkte er zu König Odo über.
Die zweite Quelle, die Chronik des Regino von Prüm, berichtet zu dem Reichstag von 894 in Worms, dass König Arnolf von seinem Italienzug nach Worms kam und dort eine Reichsversammlung einberief. Sein Ziel war es, seinen außerehelichen Sohn Zwentibold (870/871–900) zum König von Lotharingien einzusetzen. Das scheiterte jedoch am Widerstand des lotharingiensischen Hochadels. Von Worms aus begab sich der König zum Kloster Lorsch.